# Омский историко-краеведческий музей
Омский государственный историко-краеведческий музей — музей по истории в городе Омске, один из старейших музеев Сибири и России, основанный в 1878 году. 
Является экспозиционной площадкой для столичных музеев, принимает выставки из Москвы, Санкт-Петербурга, Тобольска, Иркутска, Тюмени и других городов; экспонировал свои выставки или участвовал в совместных выставочных проектах в Женеве, Москве, Санкт-Петербурге, Тобольске, Новосибирске, Тюмени, Салехарде, Ханты-Мансийске, Томске и др. городах.
В 2013 году в фондах ОГИК музея хранилось 235 тыс. предметов (207 тысяч в основных фондах и более 28 тысяч в научно-вспомогательном).

## История
Инициаторами создания музея являются известные русские учёные и географы Западно-Сибирского отдела Императорского Русского Географического общества (ЗСОИРГО), такие как И. Ф. Бабков, Г. Е. Катанаев, М. В. Певцов, И. Я. Словцов, Н. М. Ядринцев. 8 июня 1878 года министр внутренних дел России генерал-адъютант А. Е. Тимашев утвердил «Положение о Западно-Сибирском отделе Императорского Русского Географического общества», согласно которому при отделе учреждался музей — первый в Омском Прииртышье.
Особую роль в создании отдела, а затем и музея сыграли генерал-губернатор Западной Сибири Н. Г. Казнаков и губернатор Акмолинской области генерал-лейтенант В. С. Цытович, оказавшие значительную поддержку на первых порах его существования и являющиеся деятельными членами Западно-Сибирский отдел Русского Географического общества. Благодаря стараниям В. С. Цытовича, фонды музея и собрание ЗСОИРГО, разместились в Омском офицерском собрании, ещё 24 февраля  1877 года В. С. Цытович по поручению Н. Г.  Казнакова начал заниматься устройством музея:  

Для  хранения  разного  рода  предметов, относящихся до этнографии, естественной  истории, сельского хозяйства, технических производств и кустарной  промышленности, которые могли бы послужить для учреждения Сибирского музея в Омске, прошу Ваше Превосходительство сделать распоряжения, чтобы для этого  музея было отведено помещение, присоединенное к Омскому офицерскому  собранию
В 1878—1881 годах происходило формирование первых коллекций музея, в основном, за счет экспедиционных сборов членов ЗСОИРГО и добровольных пожертвований. 
В 1882 году музей, известный как «музей Западно-Сибирского отдела ИРГО» и состоящий из естественно-географического и этнографического отделов, получил своего первого хранителя. Им стал наставник Омской учительской семинарии В. А. Лебединский. Теперь здесь могли проводиться занятия по естествознанию для учеников семинарии. Годом позже музей был открыт для публики. Однако у него не было собственного здания, а теснота и частая смена местоположения в занимаемых помещениях не позволяла регулярно принимать посетителей.
В 1884 году за стремительным пополнением музейного собрания последовали первые попытки систематизации коллекций. В то же время условия хранения были не лучшими — многие коллекции находились в неразобранном состоянии из-за недостатка места, а помещения плохо отапливались. Лишь в 1896 году музей получил собственное здание. Оно было деревянным, построенным на ссуду и пожертвования горожан, и уже к концу 1900-х годов его стало недостаточно.

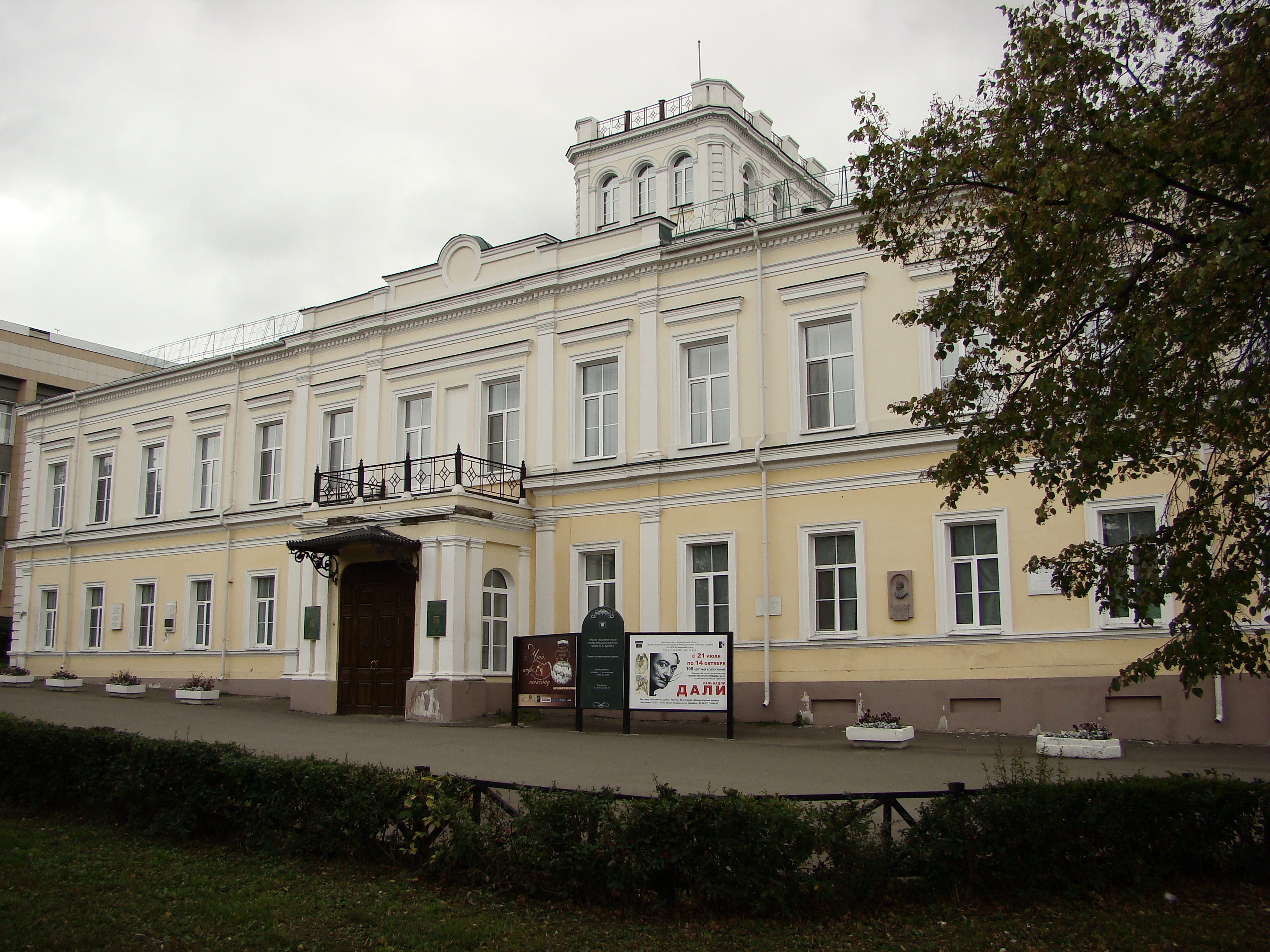
Дворец генерал-губернатора

В 1913 году Омская Городская Дума по просьбе Отдела приняла решение о выделении 25000 рублей на покупку здания музея и предоставлении ЗСОИРГО участка земли рядом с Архиерейским домом для строительства нового большого здания музея. Однако начавшаяся Первая мировая война нарушила эти планы.
В 1918 году музею было предоставлено здание дворца генерал-губернатора, но вскоре его заняло командование белой Сибирской армии, вытеснив музей. Год спустя колчаковское правительство дало приказ эвакуировать музей на восток, но учёные, бывшие во главе ЗСОИРГО, бойкотировали его и часть коллекций скрыли в подвальных помещениях, что спасло их от разграбления.
После окончательного установления в Омске большевистской власти музей стал самостоятельным государственным учреждением под названием «Государственный Западно-Сибирский краевой музей». Последняя связь с Западно-Сибирским отделом Российского Географического общества была разорвана 23 января 1923 года. В этом же году музей снова возвратился в здание генерал-губернаторского дворца.
Позже штат музея с одного-единственного сотрудника — хранителя — вырос до 37 человек и включал в себя этнографов, зоологов, геологов, археологов, которые совершали экспедиции и изучали Омскую область. В 1924—1929 годах пост директора музея занимал Ф. В. Мелёхин, и при нём музей раскрывался как культурно-просветительское и научное учреждение. В 1923—1927 годах фонды музея увеличились более чем в три раза, он стал центром краеведческой работы в Омске, при нём работали кружки юных краеведов, культурно-исторический кружок, краеведческие курсы и Омское отделение общества филателистов. В 1924 году появилась картинная галерея, а в 1928 году вышел первый выпуск «Известия государственного Западно-Сибирского музея» — краеведческого периодического сборника.
В 1934 году, в связи с образованием Омской области, музей приобрёл имя «Омский областной краеведческий музей». Другой значимый директор музея А. Ф. Палашенков занимал свой пост в 1943—1957 годах. Его экспедиционная деятельность принесла немало экспонатов в археологическую и этнографическую коллекции музея. В годы Великой Отечественной войны сюда были эвакуированы коллекции некоторых музеев из Центральной части России: Государственного исторического, Вологодского, Воронежского, Новгородского. Несмотря на войну, музейная работа не прекращалась; весь военный период работала выставка, посвящённая боевым действиям на всех фронтах.
В послевоенные годы были возобновлены экспедиционные исследования, которые были практически прекращены с 1960-х до середины 1970-х годов, поскольку идеология компартии требовала, чтобы музей занимался пропагандой советского образа жизни. В начале 1970-х годов было начато строительство нового, современного здания музея.
В 1980 году Омский областной краеведческий музей стал головным для музейного объединения под названием «Государственный объединённый исторический и литературный музей», в который входили также три городских и шесть районных музеев. В декабре 1984 года строительство нового здания было завершено, а через два месяца прошла первая музейная научная конференция. В 1987 году начал работу реставрационный отдел.
19 октября 1990 года посетителям была открыта постоянная краеведческая экспозиция, представляющая историю края от древнейших времён до современности. В течение нескольких лет она была единственной в Западно-Сибирском регионе.
Ныне фонды Омского историко-краеведческого музея насчитывают более 250 тысяч единиц хранения. Экспонаты охватывают историю Прииртышья с XII тысячелетия до н. э. и до нынешнего дня, включая Сибирское ханство и Сибирское казачье войско. Наиболее ценный экспонат — знамя Сибирского казачьего войска 1690 года. Реликвия вернулась в Омск в 1999 году, после 40 лет реставрационных работ.
15 мая 1993 года в ОГИКМ открылась выставка, посвящённая Омскому общевойсковому казачьему училищу и Омскому кадетскому корпусу. Часть экспозиции была посвящена Главковерху Л. Г. Корнилову.
В 2009 году сотрудники музея приступили к разработке концепции развития музейно-туристической деятельности в Омской области, в связи с чем были тщательно изучены музейно-туристические ресурсы Омского, Большереченского, Большеуковского, Саргатского, Тарского, Тюкалинского, Марьяновского, Любинского, Исилькульского районов.
В последние два десятилетия значительно разнообразней и результативней стала экспозиционно-выставочная деятельность музея. За это время было реализовано большое количество крупных выставочных проектов, таких как «История гражданской войны и Белого движения», «Искусство реставрации», «Возвращение сибирской святыни», «Депортация», «Омскому хоккею — 50», «От стрелы до карабина», «За веру и верность», «Калейдоскоп музейных коллекций», «Оружие: 90 веков развития», выставочный мегапроект «Музейный диалог», «Потаенная Сибирь: сокровища Великой земли» и других, получивших широкий общественный резонанс не только в регионе, но и за его пределами.
Знаковым событием стала открывшаяся 4 ноября 2013 года выставка «И один в поле воин, если по-казачьи скроен» (из истории Сибирского казачьего войска). Выставка отразила основные вехи истории развития Сибирского казачьего войска — от похода дружины Ермака до участия в военных действиях начала XX века. Экспозиция начинается с похода Ермака на Сибирь. Казачий атаман представлен на выставке в живописи и скульптуре: портрет Ермака (Россия, XVIII в.), скульптура Ивана Забелина, «Ермак» (Россия, Касли, XIX в.). Особый интерес представляют подлинники вооружений русского и тюркского воинов XVI—XVII вв. Среди экспонатов — кольчуга, панцирная рубаха монгольского воина, доспехи и оружие. Представлены казачьи православные реликвии — нательные кресты, найденные на местах первых русских поселений, иконы, богослужебные книги. Представлены предметы, найденные во время археологических раскопок в 2009—2012 гг. на территории Тарского острога. Экспозиционный показ дополнен репродукциями рисунков «Сибирское казачье войско» Николая Николаевича Каразина (1842—1908) — самобытного художника, одного из учредителей Общества русских акварелистов. В экспозиции представлены награды за военные походы, Георгиевские кресты разных степеней, а также казачья форма разных периодов. Особую значимость выставке придают подлинные знамёна казачьих полков. А также — материалы Сибирского кадетского корпуса и ветеринарно-фельдшерской школы Сибирского казачьего войска.
В июле 2014 года состоялась презентация экспозиции нового филиала ОГИК — «Дома-музея М. А. Ульянова» в городе Таре.
24 мая 2015 г. в музее открылась выставка «Дар письма», посвящённая Дню славянской письменности и культуры. На выставке представлены портреты создателей славянской письменности — святых братьев Кирилла и Мефодия, книжные памятники кириллической традиции XVII — начала XX вв. Имеются рукописные книги, написанные полууставом. Среди них — книга «Еvхологiωн, либо молитвослов или Требник», рукопись второй половины XVIII в. на 642 листах, аккуратно переписанная с издания типографии Киево-Печерской Лавры 1646 года.

### Названия музея

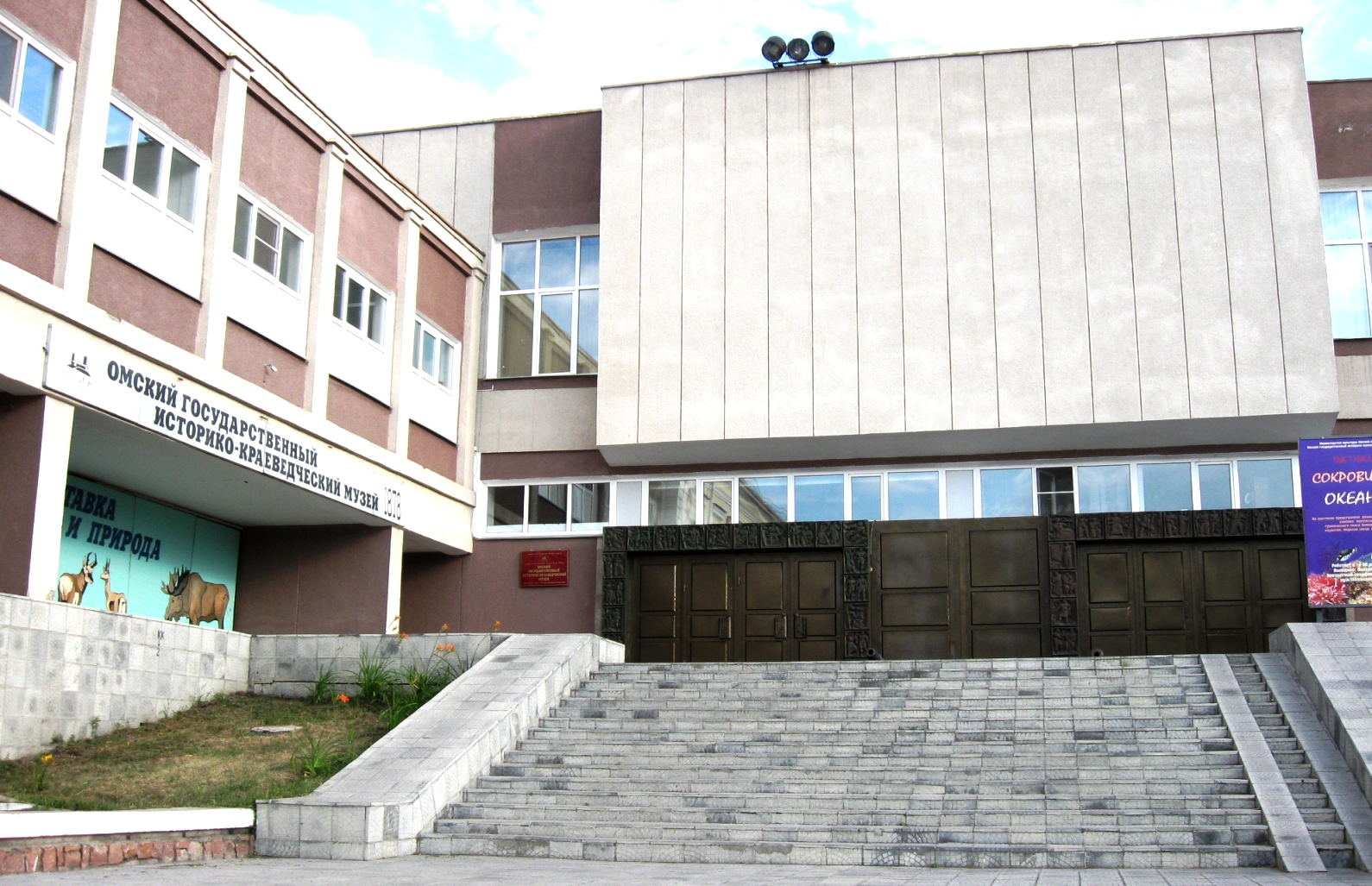
ОГИК музей

Официальные названия по году переименования:
- 1878 — Музей Западно-Сибирского отдела Императорского Русского географического общества.
- 1921 — Государственный Западно-Сибирский краевой музей.
- 1934 — Омский областной краеведческий музей.
- 1980 — Омский государственный объединённый исторический и литературный музей (ГОИЛ музей или ОГИКМ).
- 1993 — Омский государственный историко-краеведческий музей (ОГИК).

### Руководство
Директора музея по году назначения:
- 1882 — Лебединский В. А.
- [уточнить]
- 1924 — Мелёхин, Фёдор Васильевич
- 1929 — Кочнев Семён Иванович[8]
- 1935 — Россомахин, Павел Афанасьевич
- 1937 — Петровская А. П.[уточнить]
- 1942 — Сливко, Александр Сергеевич
- 1943 — Палашенков, Андрей Фёдорович
- 1957 — Агеев, Масхут Ибрагимович[9]
- 1969 — Иржичко, Людмила Владимировна
- 1976 — Щетков, Владимир Ильич
- 1978 — Макаров, Юрий Анатольевич
- 1992 — Назарцева, Татьяна Михайловна и. о.
- 1993 — Вибе, Пётр Петрович.

## Здание музея
Входные ворота (портал) нового здания Омского исторического музея оформлены композицией из меди, имеющей название «Врата истории. Врата современности». Она была выполнена в 1982 году и стала первой серьёзной работой скульптора Василия Трохимчука, который работал совместно с архитектором Г. Нарициной и проектировщиком Н. Сальниковой. Портал состоит из нескольких десятков квадратов с отдельными картинами, чьи герои — это шахтёры, врачи и учёные, которые все вместе символизируют историю России.

## Выставочная деятельность
С начала своей деятельности музей активно участвовал в российских и международных выставках. В конце XIX — начале XX века он получал высокие оценки, выезжая со своими коллекциями в Москву, Екатеринбург, Нижний Новгород, Париж.

## Издания ОГИК музея
В 1913 г. по результатам экспедиции С. П. Швецова на Алтай музей опубликовал этнографический каталог по черневым татарам Алтая, до сих пор не утративший своей научной значимости.
- Проблемы сохранения и изучения историко-культурного наследия. Сборник статей. Научный редактор П. П. Вибе. — Омск, 2005.
- Труды по археологии и этнографии ОГИК музея. Научный редактор П. П. Вибе. — Омск, 2005.
- Каталог редких и ценных предметов районных музеев Омской области. Составители П. П. Вибе, Т. М. Назарцева, С. Ю. Первых. — Омск, 2005.
- Прошлое Омского Прииртышья. С. Д. Авербух, А. В. Матвеев. Ю. В. Трофимов. Научный редактор П. П. Вибе. — Омск, 2005.
- Музей и его коллекции: к 130-летию основания Омского государственного историко-краеведческого музея. — Омск: ОГИК музей, издательство «Русь», 2008.
- Музейные ценности в современном обществе: материалы международной научной конференции, посвященной 130-летию Омского историко-краеведческого музея. Под ред. П. П. Вибе; отв.ред. Т. М. Назарцева — Омск: ОГИК музей, 2008.
- Методические рекомендации для муниципальных музеев Омской области. Сост. Н. Г. Минько, Р. А. Шанева — Омск: ОГИК музей, 2008.
- 1000 знаменательных событий из истории Омска 1716—2008. Сост. С. Д. Авербух, М. Ю. Букарев, П. П. Вибе, Т. М. Назарцева, Е. В. Ремпель, А. И. Розева, Л. С. Худякова, А. В. Цвеилих, И. В. Черказьянова; — науч. Ред. П. П. Вибе 3-е изд., исп. И доп. — Омск: ОГИК музей ООО «Издательский дом „Наука“» — 2008.
- Генеральный каталог музейных коллекций Омской области. Методические рекомендации для муниципальных музеев Омской области. Ч. 1, — Омск, 2009.
- Вибе П. П. Немецкие колонии в Сибири в условиях социальных трансформаций конца XIX — первой XX вв.: монография / П. П. Вибе. — Омск: «Издательский дом „Наука“», 2011.
- Материалы Всероссийской научно-практической конференции к 125-летию со дня рождения А. Ф. Палашенкова «Краеведение как феномен провинциальной культуры».
- Первые Ядринцевские чтения: материалы Всероссийской научно-практической конференции, посвященной 170-летию со дня рождения Николая Михайловича Ядринцева (1842—1894) (Омск, 30 — 31 октября 2012 г.), под ред. П. П. Вибе, Е. М. Бежан. — Омск: ОГИК музей, 2012.
- Альбом-каталог «Сибирский авангард: живопись и графика 1910—1920-х гг. в собрании Омского государственного историко-краеведческого музея»: альбом-каталог / Министерство культуры Омской обл.; ОГИК музей; гл. ред. П. П. Вибе; авт.-сост. И. Г. Девятьярова, Т. В. Еременко. — Омск: Издательско-полиграфический комплекс «Омскбланкиздат», 2013.
- Седьмые всероссийские краеведческие чтения (Москва-Омск 13 — 17 мая 2013 г.) / Отв. Ред. В. Ф. Козлов, сост. А. Г. Смирнова. — М.: Издательский центр «Краеведение», 2013.